# Guldbärsskatta
Guldbärsskatta (Solanum capsicoides) är en potatisväxtart som beskrevs av Carlo Allioni. Guldbärsskatta ingår i släktet skattor som ingår i familjen potatisväxter. Arten förekommer tillfälligt i Sverige, men reproducerar sig inte. Inga underarter finns listade i Catalogue of Life.